# توكساندري

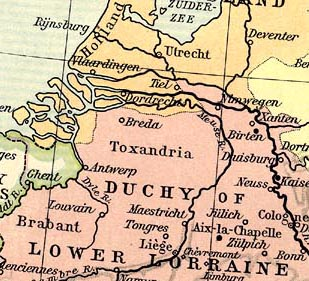
توكساندريا في خريطة وسط أوروبا (919-1125).

توكساندري (أو Texuandri، Taxandri، Toxandrians إلخ.) كانت قبيلة عاشت في زمن الإمبراطورية الرومانية . وقد أطلق على مقاطعتهم توكساندريا، أو توكسيانداريا، أو تاكساندريا، وهو اسم ظل باقياً في العصور الوسطى، وهي تعادل الآن كامبينه الحديثة (بالهولندية: Kempen)، وهي منطقة جغرافية شمال شرق بلاد الفلاندرز وجنوب هولندا، وبالمصطلحات الحديثة هذا المنطقة تغطي كل أو معظم شمال برابنت، شرق أنتفيرب، وشمال ليمبورخ.